# Hedwig von Rohden
Hedwig von Rohden (geb. 10. Dezember 1890 in Helsinki, damals Großfürstentum Finnland, gest. 25. März 1987 in Loheland bei Fulda in Hessen) war eine deutsche Turnlehrerin, Turntheoretikerin (Loheland-Gymnastik) und Mitbegründerin der anthroposophischen Siedlung Loheland bei Fulda in Hessen.

## Kindheit und Jugend

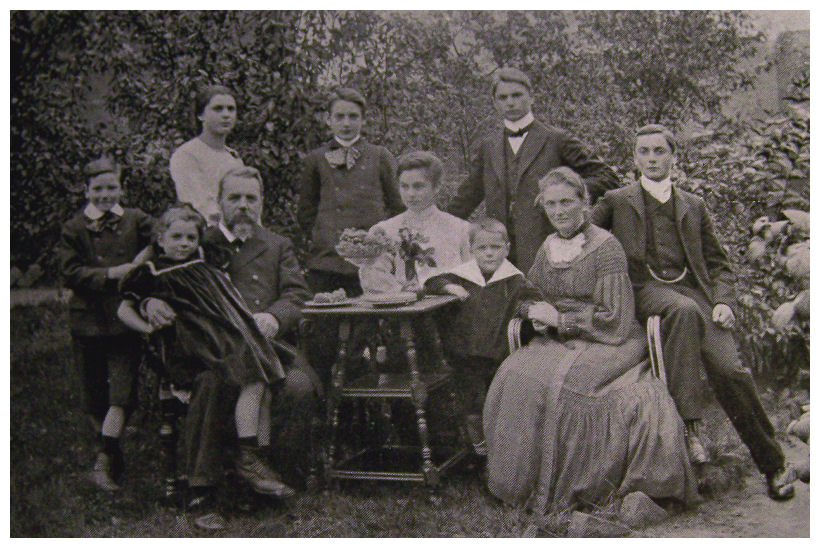
Gustav und Agnes von Rohden mit acht Kindern, 1906. Hedwig von Rohden ist wahrscheinlich die dritte von links.

Hedwig von Rohden war das vierte von acht Kindern des evangelischen Theologen, Gefängnisgeistlichen und Buchautors Gustav von Rohden (1855–1942) und seiner Frau Agnes, geb. Dörpfeld (geboren am 3. Mai 1858 in Barmen, gestorben am 29. April 1907 in Düsseldorf). Gustav von Rohden arbeitete bis zum Herbst 1894 als Pastor in Helsinki (Finnland). Dort wurden fünf seiner Kinder geboren: Agnes, Friedrich, Hedwig, Karl und Harald. Hedwigs Großvater mütterlicherseits war der Pädagoge Friedrich Wilhelm Dörpfeld (1824–1893; Autor von: „Die freie Schulgemeinde und ihre Anstalten auf dem Boden der Freien Kirche im freien Staate“), ein Onkel mütterlicherseits war der Archäologe Wilhelm Dörpfeld (1853–1940).
Im Alter von vier Jahren kam Hedwig von Rohden im Herbst 1894 nach Deutschland. Sie besuchte Schulen in Werden an der Ruhr, Düsseldorf und Berlin. In Düsseldorf, wo die Familie von Rohden neben der Haftanstalt wohnte, war Hedwigs Vater Gefängnisseelsorger. Als Hedwigs Mutter Agnes von Rohden im Jahr 1907 starb, übernahm die siebzehnjährige Hedwig die Haushaltsführung. Als Gustav von Rohden 1908 als Konsistorialrat nach Berlin berufen wurde, zog die Familie dorthin um.

## Wandervogelbewegung, Körperkultur und Gymnastik
Hedwig von Rohden wurde Mitglied des Steglitzer Wandervogels. Sie besuchte die Soziale Frauenschule und 1909 für ein halbes Jahr das Seminar für Harmonische Gymnastik der Reformpädagogin Hedwig „Hede“ Kallmeyer (1884–1948) in Berlin-Zehlendorf.
Im Jahr 1911, mit 21 Jahren, wurde von Rohden Assistentin an der Schule für harmonische Gymnastik von Hedwig Kallmeyer. Wahrscheinlich in Zehlendorf lernte sie den evangelischen Theologen Karl Friedrich Zimmer (1855–1919) kennen, den Gründer des Evangelischen Diakonievereins. Zimmer bat von Rohden, nach Kassel an sein Frauenbildungsseminar zu kommen. Hedwig von Rohden gründete in Kassel im Jahr 1911 oder 1912 das Seminar für klassische Gymnastik innerhalb der Mathilde-Zimmer-Stiftung. Ein halbes Jahr später wechselte auch die Malerin Louise Langgaard (1883–1974) an das Seminar in Kassel. Louise Langgaard war von der aus den Niederlanden stammenden amerikanischen Ärztin und Gymnastiklehrerin Bess Mensendieck (1864–1957) in Gymnastik ausgebildet worden.
Hedwig von Rohden und Louise Langgaard leiteten das Seminar mehrere Jahre lang nach ihren eigenen Vorstellungen. Der Schwerpunkt lag auf Gymnastik, Physiotherapie, Sport und Tanz. Sie hatten ausschließlich weibliche Studenten. Unter anderem bildeten sie Anna Müller-Herrmann (1888–1975) aus, die Begründerin der Pflegerischen Gymnastik. Die beiden junge Frauen – die 22-jährige Hedwig von Rohden und die knapp 30-jährige Louise Langgaard – begannen, ein eigenständiges Erwachsenenbildungskonzept für Frauen auf der Basis von Bewegungsstudien zu entwickeln.
Das Seminar für klassische Gymnastik zog von Kassel zunächst (wahrscheinlich 1914) nach Potsdam und später (wahrscheinlich 1916) ins thüringische Tambach um. Während des Ersten Weltkriegs, ab 1917, wurde das Schloss Bieberstein für die Aktivitäten des Seminars genutzt. Der deutsche Reformpädagoge und Gründer der Landerziehungsheime Hermann Lietz (1868–1919) hatte 1904 das Schloss Bieberstein gekauft und es zu einem Landerziehungsheim im Sinne seiner Reformpädagogik umgebaut.

## Anthroposophie
Hedwig von Rohden ließ sich 1918/19 in München durch den Arzt Felix Peipers in die Anthroposophie einführen. 1922 nahm sie Kontakt mit Rudolf Steiner auf, dem Begründer der Anthroposophie. Dessen zweite Ehefrau Marie Steiner, geb. von Sievers, (1867–1948), besuchte Loheland im Jahr 1926. Auf ihre Empfehlung hin entschloss sich Hedwig Rohden dazu, 1927/28 im schweizerischen Dornach Eurythmie zu studieren.

## Reformprojekt „Loheland“
Nach dem Ersten Weltkrieg, als Lietz 1919 starb, mussten Hedwig von Rohden und Louise Langgaard das Schloss Bieberstein verlassen. Sie begannen, nach etwas Eigenem zu suchen, und fanden im Mai 1919 eine mehr als 40 Hektar große Wald- und Landfläche in der Nähe von Fulda – das von ihnen so genannte Loheland. Anfangs bestand die Siedlung aus Zelten; zügig erfolgte jedoch der Aufbau der ersten Gebäude und Werkstätten sowie der benötigten Infrastruktur auf dem bis dahin unbebauten Heideland, mit Unterstützung durch Schülerinnen und Freunde. Der Unterricht konnte im Herbst 1919 wieder aufgenommen werden. Die meisten Gebäude hat Louise Langgaard entworfen. Die Loheländerinnen der ersten Generation lebten noch bei den Bauern der Umgebung.
Die Loheland-Schülerinnen arbeiteten auf dem eigenen Bauernhof und in den eigenen Werkstätten, aber auch als Lehrerinnen in den umliegenden Dorfschulen und als Landarbeiterinnen auf den umliegenden Bauernhöfen. Hedwig von Rohden gründete auf dem Gelände eine Weberei (1919), eine Korbflechterei, eine Schreinerei (1920), eine Drechslerei (1924), eine Lederwerkstatt, ein Fotolabor (1926 in der Waggonia), eine Schneiderei (1927), eine Zuchtstätte für Deutsche Doggen (1930) und eine Töpferei (1931). Die Handwerksbetriebe bildeten nicht nur das finanzielle Fundament des Lohelands; im Sinne einer ganzheitlichen Ausbildung konnten die Gymnastikschülerinnen dort auch eine Berufsausbildung absolvieren – für junge Frauen aus bürgerlichen Haushalten keine Selbstverständlichkeit.
Loheland verstand sich nicht als gewöhnliches Siedlungsprojekt, sondern als ein körperliches und geistiges, auch emanzipatorisches Reformprojekt. Der Verleger Eugen Diederichs bezeichnete Loheland als „Amazonenstaat“.
Schon bald konnten in Loheland neben dem Diplom als staatlich geprüfte Gymnastiklehrerin noch weitere berufsqualifizierende Abschlüsse erworben werden.
Das Loheland erregte auch durch seine neue Tanzkultur Aufmerksamkeit. Der expressionistische, freie Tanz der Loheländerinnen entsprach einem Trend der Zeit. Im Jahr 1919 präsentierten Loheland-Mitglieder ihren Tanz deutschlandweit auf öffentlichen Theaterbühnen. Loheland-Tänzerinnen wie Eva Maria Deinhardt, Berta Müller, Bertha Günther und Edith Sutor trugen dabei futuristische Kostüme aus Papierschnüren und goldgleißendem Material. Ein Brand im Jahr 1923 zerstörte jedoch sämtliche Kostüme. Louise Langgaard und Hedwig von Rohden nahmen dies zum Anlass, die Tanzdarbietungen zu beenden.
1926 wurde die „Lichtbildwerkstatt Loheland“ gegründet. Dort entstanden hochklassige Werbe-, Portrait- und Landschaftsaufnahmen. Die Loheländerinnen setzten die Fotografie gezielt zur Vermarktung ihrer Produkte ein. Eine Besonderheit sind jedoch die Fotogramme der Loheländerin Berta Günther. Sie experimentierte mit der direkten Belichtung des Fotopapiers, ohne Kamera. Ihre Fotogramme zeigten vor allem Blüten- und Blätterkompositionen.

## Anthroposophie und Eurythmie
1927 wurde in Loheland eine biodynamische Landwirtschaft nach den anthroposophischen Demeter-Richtlinien eingeführt.
1928 erhielt von Rohden ihr Diplom für Eurythmie von der Eurythmieschule in Dornach.

## „Loheland“ im Nationalsozialismus
Nach der nationalsozialistischen „Machtergreifung“ im Januar 1933 war das Loheland von Schließung bedroht. Im Nationalsozialismus kam es zu Konflikten über die Ausrichtung von Loheland zwischen Hedwig von Rohden und Louise Langgaard. Während Langgaard eine Strategie der Anpassung an die neuen nationalsozialistischen Machthaber vertrat, lehnte Hedwig von Rohden solche Zugeständnisse strikt ab. 1937 verließ von Rohden das Loheland und kehrte erst nach dem Tod Langgaards dorthin zurück.

## Nachkriegszeit und Eurythmie
Hedwig von Rohden arbeitete ab 1937 als Eurythmielehrerin an verschiedenen Orten. Sie entwickelte die Eurythmie in Zusammenarbeit mit Marie Steiner weiter, der zweiten Ehefrau Rudolf Steiners. Später ließ von Rohden sich in Dornach nieder.
Louise Langgaard bildete junge Frauen des Reichsarbeitsdienstes zu Gymnastiklehrerinnen aus. Sie selbst und andere Loheland-Mitarbeiterinnen übernahmen führende Posten in der NS-Frauenschaft und im Bund Deutscher Mädel. Die 1941 drohende Schließung konnte Langgaard mit Hilfe einflussreicher Freunde aus der Jugendbewegung abwenden. Loheland wurde zur Zuflucht für einige Menschen, die aus politischen oder rassistischen Gründen verfolgt wurden. Loheländerinnen aus ganz Deutschland schickten ihre Kinder nach Loheland, um sie dort vor den alliierten Bombenangriffen auf die großen deutschen Städte in Sicherheit zu bringen. Die Kinder bildeten nach dem Zweiten Weltkrieg die erste Generation Waldorfschüler in Loheland. Damit war Loheland die einzige anthroposophische Gemeinschaft, die die Zeit des Nationalsozialismus überstand.

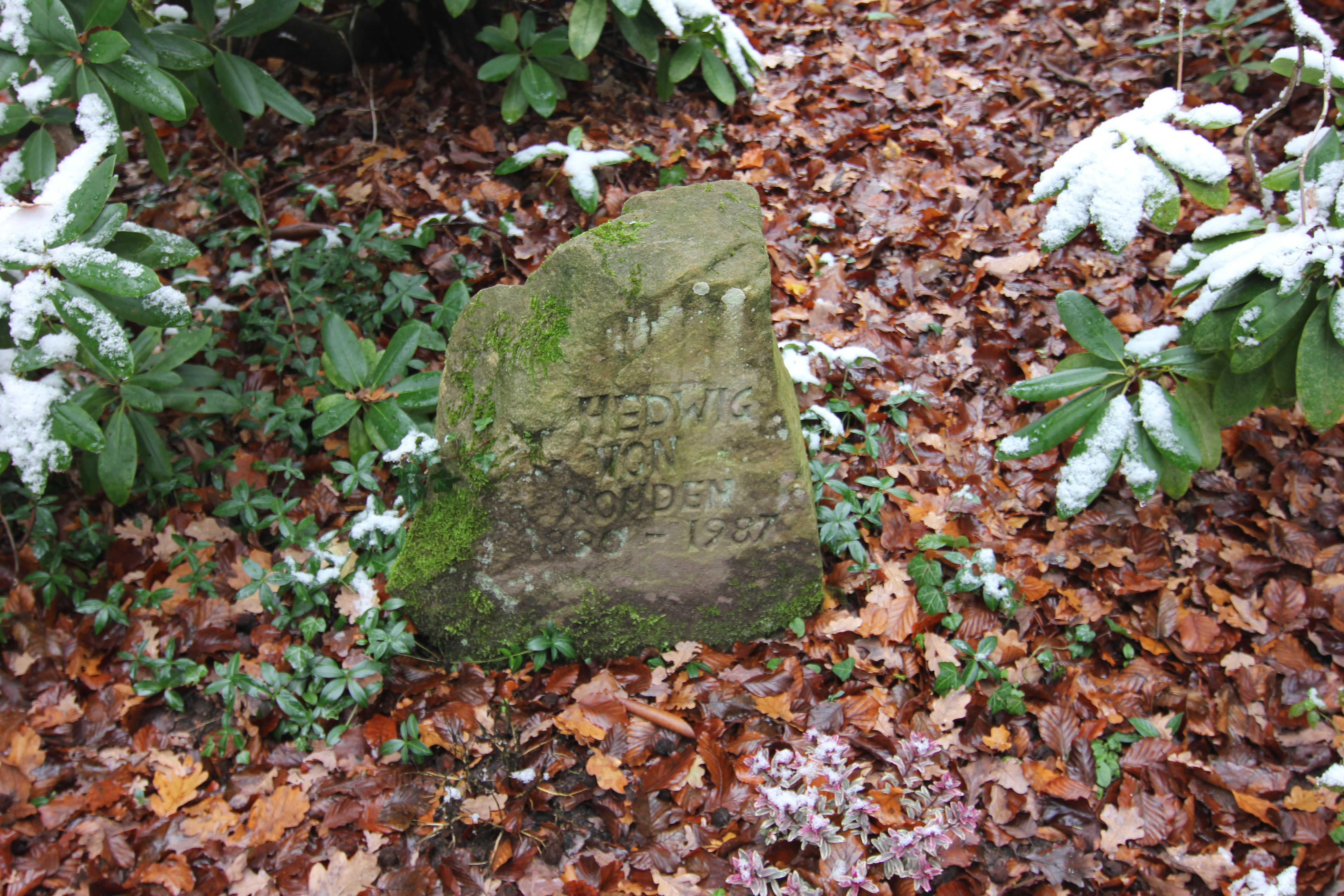
Grabstein von Hedwig von Rohden auf dem Friedhof Loheland

Es kam zu keinem Wiedersehen zwischen den beiden Gründerinnen von Loheland. Louise Langgaard starb 1974, und erst 1977 stattete Hedwig von Rohden Loheland einen Besuch ab. Fünf Jahre später, 1982, zog sie an diesen Ort in der Rhön und lebte dort bis zu ihrem Tod im Jahr 1987.

## Werke (Auswahl)
- Von Rohden, Hedwig/Langgaard, Louise: „Gymnastik Sport Schauspiel“. (Veröffentlichungen des Deutschen Gymnastik-Bundes 1). Loheland 1928.